# Macrothele cretica
Macrothele cretica és una espècie d'aranya de la família dels macrotèlids (Macrothelidae). És endèmica de Creta (Grècia).